# David Trezeguet
David Trézéguet, född 15 oktober 1977 i Rouen, Frankrike, är en före detta professionell fotbollsspelare (anfallare) som sist spelade för Chennaiyin i Indian Super League. Mellan 1998 och 2008 spelade han 71 landskamper och gjorde 34 mål för det franska landslaget. Han var bland annat med och vann VM 1998 och EM 2000.
År 2002 vann Trézéguet skytteligan i Serie A och blev samtidigt utsedd till både Årets utländska spelare och Årets spelare. David Trézéguet föddes i Rouen 1977. Hans far var fotbollsproffs i Frankrike men familjen flyttade hem till Argentina några år efter Davids födelse.

## Klubbkarriär
Tidigt i sin karriär upptäcktes han av AS Monaco som tog honom tillbaka till Frankrike från hans dåvarande klubb Platense, vilket senare gjorde att han valde landslagsfotboll med Frankrike istället för sitt "hemland" Argentina. 
I Monaco spelade han tillsammans med Thierry Henry. Efter tiden i Monaco var det dags för Trézéguet att söka sig till en storklubb i Europa. År 2000 värvades han av Juventus där han kom att spela i tio år. Totalt spelade han 245 ligamatcher och gjorde 138 mål för klubben innan han släpptes fri av Juventus trots att han hade ett år kvar på sitt kontrakt i augusti 2010. Den 28 augusti samma år skrev han sedan på för den nyblivna La Liga-klubben Hércules CF. Trezeguet kunde inte rädda Hércules från att åka ut igen och lämnade klubben under sommaren.
30 augusti 2011 skrev Trezeguet på ett 1-årskontrakt med Baniyas från Förenade arabemiraten.
Den 21 januari 2015 bekräftade Trezeguets agent att Trezeguet avslutar sin karriär som spelare.

## Landslagskarriär
Trézéguet har deltagit i flera stora mästerskap och blev mycket uppmärksammad i och med finalen i VM 2006, där han som enda franske straffläggare missade sin straff vilket resulterade i Italiens seger. Tidigare har han blivit uppmärksammad på mycket bra sätt i stora mästerskap, genom att exempelvis leda Frankrike till VM-guld 1998 samt avgöra EM-finalen i fotboll år 2000, även där mot Italien, med ett golden goal i förlängningen. Trézéguet slutade dock spela i landslaget i protest mot förbundskaptenen, varmed hans landslagskarriär stannade vid 71 landskamper och 34 mål.

## Meriter
Juventus
- Italiensk mästare 2001/2002, 2002/2003, 2004/2005, 2005/2006
- Italienska supercupen vinnare 2002, 2003

AS Monaco
- Fransk mästare 1996/1997, 1999/2000
- Franska supercupen vinnare 1997

Frankrikes landslag
- Världsmästare 1998
- Europamästare 2000

Individuella priser
- FIFA 100
- Årets spelare i Serie A 2002
- Skytteligavinnare i Serie A 2001 (24 mål)